# Ewa Domańska
Ewa Helena Domańska (ur. 20 grudnia 1963) – polska historyczka, teoretyczka historiografii, metodolożka nauk humanistycznych, profesor nauk humanistycznych, profesor na Uniwersytecie im. Adama Mickiewicza, profesor wizytujący na Stanford University, członkini korespondentka Polskiej Akademii Nauk i członkini Academia Europaea.

## Kariera zawodowa
Absolwentka Instytutu Historii Uniwersytetu im. Adama Mickiewicza. W 1995 roku uzyskała stopień naukowy doktora, pracując pod kierunkiem Jerzego Topolskiego na UAM, Haydena White’a (na Uniwersytecie Kalifornijskim w Berkeley oraz Uniwersytecie Kalifornijskim w Santa Cruz) oraz Franka Ankersmita (na Rijksuniversiteit Groningen). Stypendystka Programu Fulbrighta (1995-1996, UC Berkeley) i Fundacji Kościuszkowskiej (2000-2001, Stanford University). W roku 2007 uzyskała stopień doktora habilitowanego, zaś w 2010 profesora UAM. Od 2002 roku profesor wizytujący w Department of Anthropology/Archeology Center/Division of Literatures, Cultures and Languages/Department of History Stanford University (affilialted faculty w Center for Russian, East European & Eurasian Studies (CREEES). 2 grudnia 2016 roku uzyskała tytuł profesora nauk humanistycznych.
Autorka i redaktorka książek prezentujących najnowsze nurty w humanistyce i naukach społecznych. Członek Zarządu „The International Commission for the History and Theory of Historiography” (w latach 2015-2022 – przewodnicząca), członek komitetu międzynarodowej fundacji "Imitatio. Integrating Human Sciences", członek Komitetu Nauk o Kulturze PAN (od 2015) oraz Komitetu Nauk Historycznych PAN (od 2016), przewodnicząca Sekcji Teorii i Historii Historiografii oraz Metodologii Historii KNH PAN (od 2020). Tutorka Akademii „Artes Liberales", laureatka programu "Mistrz" (Fundacja na rzecz Nauki Polskiej), programu OPUS 6 oraz Preludium BIS 2 (NCN). W latach 2014–2016 członkini Rady Narodowego Programu Rozwoju Humanistyki.
W 2020 r. została członkinią korespondentką PAN, a w 2024 członkinią Academia Europaea. W 2024 roku otrzymała Nagrodę Honorową im. Joachima Lelewela (PTH) w uznaniu za wybitny wkład w naukę w dziedzinie nauk pomocniczych historii, historiografii i metodologii. Laureatka Reinhart Koselleck Guest Professorship, Bielefeld University (2024).

## Zainteresowania badawcze
Interesuje się nowymi tendencjami w badaniach historycznych (m.in. historią antropologiczną, historią postkolonialną, nową historią materialną, historią środowiskową, historią wielogatunkową, historią i krytyką sztuki oraz historią nie-antropocentryczną i nieeuropejskimi podejściami do przeszłości), transdyscyplinarnym i transdziedzinowym podejściem do budowania wiedzy o przeszłości (szczególnie relacjami historii z antropologią kulturową, archeologią, krytyką sztuki oraz literaturoznawstwem). W ciągu ostatnich lat koncentruje się na badaniach nad porównawczą teorią nauk humanistycznych i społecznych w perspektywie humanistyki ekologicznej  oraz relacjami pomiędzy ludobójstwami i ekobójstwami

## Wybrane publikacje
- A História para além do humano, przeł. Taynna Marino, Hugo Merlo, red. Julio Bentivoglio i Taynna Marino. Rio de Janeiro: Fundação Getulio Vargas Press, 2024, ss. 136, ISBN 9786556522647
- [współredaktor z Katarzyną Bojarską. Piotrem Filipkowskim, Jackiem Małczyńskim i Luizą Nader] Knowledge in the Shadow of Catastrophe. Key Thinkers of Polish Humanities in the Post-War Era. Leiden: Brill | Schöningh, 2024. ss. 343,  ISBN 978-3-506-79395-9
- [współredaktor z Małgorzatą Sugierą] Dipesh Chakrabarty, Humanistyka w czasach antropocenu. Kraków: Univertsitas, 2023, ss. 420, ISBN 978-83-242-3920-7[13].
- [współredaktor z Alexandrą Staniewską] Ekshumacje polityczne: Teoria i praktyka. Gdańsk-Lubin: słowo/obraz terytoria; Muzeum Historyczne w Lubinie, 2023, ss. 729, ISBN 978-83-7453-521-2[14].
- [współredaktor z Janem Pomorskim] Wprowadzenie do metodologii historii. Warszawa: Wydawnictwo Naukowe PWN, 2022, ss. 572, ISBN 978-83-01-22314-4.
- [współredaktor Piotrem Słodkowskim i Moniką Stobiecką] RAT (Resilience Academic Team), Humanistyka prewencyjna. Warszawa-Poznań: Muzeum Sztuki Nowoczesnej; Poznańskie Centrum Dziedzictwa, 2022, ss. 224, ISBN 978-83-963026-0-1.
- [współredaktor z Anną Topolską] Jerzy Topolski, Theory and Methodology of Historical Knowledge. An Anthology. Poznań: Faculty of History Press, Adam Mickiewicz University, 2022, ss. 432, ISBN 978-83-66355-78-1
- [współredaktor z Edwardem Skibińskim i Pawłem Stróżykiem] Hayden White w Polsce: fakty, krytyka, recepcja. Kraków: Universitas, 2019, ss. 368,  ISBN 978-83-242-3593-3
- Nekros. Wprowadzenie do ontologii martwego ciała, Warszawa: Wydawnictwo Naukowe PWN, 2017, ss. 370, ISBN 978-83-011-9477-2
- [red.] Jerzy Topolski, Teoretyczne problemy wiedzy historycznej. Antologia tekstów, Poznań: Wydawnictwo Nauka i Innowacje, 2016, ss. 346, ISBN 978-83-648-6428-5
- [współredaktor z Rafałem Stobieckim i Tomaszem Wiśliczem] Historia – dziś. Teoretyczne problemy wiedzy o przeszłości, Kraków: Universitas, 2014, ss. 416, ISBN 97883-242-2050-2
- [red.] Hayden White, Przeszłość praktyczna, Kraków: Universitas, 2014, ss. 314, ISBN 97883-242-2542-2.
- Historia egzystencjalna. Krytyczne studium narratywizmu i humanistyki zaangażowanej, Warszawa: PWN, 2012, ss. 224., ISBN 978-83-01-16965-7.
- Ева Доманська, Історія та сучасна гуманітаристика: дослідження з теорії знання про минуле [Historia a współczesna humanistyka. Studia z teorii wiedzy o przeszłości], przeł. na ukraiński Volodymyr Sklokin]. Київ: Ніка-Центр, 2012, ss. 264., ISBN 978-966-521-605-6.
- [red.] Robert Darnton, Wielka masakra kotów i inne epizody francuskiej historii kulturowej, tłum. Dorota Guzowska, Warszawa: PWN, 2012, ss. 336 ISBN 978-83-01-17252-7.
- [red.] Natalie Zemon Davis, Powrót Martina Guerre’a, przeł. Przemysław Szulgit, Poznań: Zysk i S-ka, 2011, ss. 252, ISBN 978-83-7506-475-9.
- [współredaktor z Przemysławem Czaplińskim] Zagłada: współczesne problemy rozumienia i przedstawiania, Poznań: Wydawnictwo Poznańskich Studiów Polonistycznych, 2009, ss. 332, ISBN 978-83-61573-09-8.
- [red.] Hayden White, Proza historyczna, Kraków: Universitas, 2009, ss. 380, ISBN 978-83-242-0918-7.
- [współredaktor z Frankiem Ankersmitem i Hansem Kellnerem] Re-Figuring Hayden White, Stanford: Stanford University Press, 2009, ss. 400 ISBN 0-8047-6275-9.
- [współredaktor z Mirosławem Lobą] French Theory w Polsce, Poznań: Wydawnictwo Poznańskie, 2010, ss. 486, ISBN 978-83-7177-622-9.
- [red.] Teoria wiedzy o przeszłości na tle współczesnej humanistyki. Antologia, Poznań: Wydawnictwo Poznańskie, 2010, ss. 698, ISBN 978-83-7177-701-1.
- Historie niekonwencjonalne. Refleksja o przeszłości w nowej humanistyce, Poznań: Wydawnictwo Poznańskie, 2006, ss. 323, ISBN 83-7177-473-7.
- [red.] Frank Ankersmit, Narracja, reprezentacja, doświadczenie. Studia z teorii historiografii, Kraków: Universitas, 2004, ss. 449, ISBN 83-242-0375-3.
- [red.] Pamięć, etyka i historia. Angloamerykańska teoria historiografii lat dziewięćdziesiątych, Poznań: Wydawnictwo Poznańskie, 2002, ss. 322, ISBN 83-7177-052-9.
- [współredaktor z Markiem Wilczyńskim) Hayden White, Poetyka pisarstwa historycznego, Kraków: Universitas, 2000, ss. 390; wyd. II poprawione i uzupełnione, Kraków: Universitas, 2010, ss. 398, ISBN 978-83-242-1269-9.
- [red.] Encounters: Philosophy of History After Postmodernism, Charlottesville and London: The University Press of Virginia, 1998, ss. 293. [tłum. na język chiński Peng Gang. Beijing: Peking University Press, 2007. 波兰 ] 埃娃 · 多曼斯卡:《 邂逅：后现代主义之后的历史哲学》，彭刚译，北京：北京大学 出版社，2007年12月。na język rosyjski tłum. Marina Kukartseva. Moskwa: KANON+, 2010, ss. 400.Философия история после постмодернизма: беседы с Х. Уайтом, Ф. Анкерсмитом, Дж. Топольски и др.
- Mikrohistorie: spotkania w międzyświatach, Poznań: Wydawnictwo Poznańskie, 1999, ss. 299; wydanie II uzupełnione i poprawione: Poznań: Wydawnictwo Poznańskie, 2005, ss. 337, ISBN 83-7177-334-X.
- Historia: o jeden świat za daleko?, wstęp, przekład i opracowanie Ewa Domańska. Poznań: IH UAM, 1997, ss. 134, ISBN 83-86650-16-8.

## Odznaczenia
- Złoty Krzyż Zasługi – 2024[15]
- Medal Złoty za Długoletnią Służbę – 2023[16]